# Ancora... grazie a tutti
Ancora... grazie a tutti è una raccolta del 2008 di Gianni Morandi.

## Tracce

### CD 1
1. Nel blu dipinto di blu 3' 41"
2. Un mondo d'amore (Franco Migliacci/Bruno Zambrini)  2' 42"
3. Go-kart twist (Luciano Salce/Ennio Morricone)  2' 30"
4. Ho chiuso le finestre (Franco Migliacci/Luis Bacalov)  2' 52"
5. Sono contento 1' 41"
6. Se puoi uscire una domenica sola con me (Giancarlo Guardabassi/Bruno Zambrini)  2' 14"
7. Si fa sera (Antonio Amurri/Marcello De Martino)  2' 45"
8. Per una notte no (Franco Migliacci/Armando Trovajoli)  2' 36"
9. Mi vedrai tornare (Franco Migliacci/Bruno Zambrini, Luis Bacalov)  2' 37"
10. Povera piccola (Franco Migliacci/Bruno Zambrini)  3' 00"
11. Questa vita cambierà (Franco Migliacci/Bruno Zambrini, Luis Bacalov)  2' 33"
12. Mezzanotte fra poco (Franco Castellano, Giuseppe Moccia/Mario Migliardi) 2' 50"
13. Una domenica così (Sergio Paolini, Stelio Silvestri, Riccardo Vantellini, Pippo Baudo)  2' 33"
14. Tenerezza (Luciano Beretta/Tony Renis)  3' 14"
15. Belinda (Franco Migliacci/Andrews)  2' 40"
16. Non voglio innamorarmi più (Franco Migliacci/Armando Ray)  2' 39"

### CD 2
1. Che sarà 3' 57"
2. Tu che m'hai preso il cuor 2' 35"
3. Al bar si muore (Franco Migliacci/Claudio Mattone)  4' 03"
4. Com'è grande l'universo (Franco Migliacci/Claudio Mattone)  3' 10"
5. Capriccio (Franco Migliacci/Dario Farina, Mauro Lusini)  2' 36"
6. Principessa (Gianfranco Baldazzi, Sergio Bardotti/Ron)  3' 33"
7. Parla più piano (Gianni Boncompagni/Nino Rota)  3' 01"
8. Sei forte papà (Stefano Jurgens/Bruno Zambrini)  3' 35"
9. Come posso ancora amarti (Mogol/Riccardo Cocciante)  3' 53"
10. Marinaio (Mogol/Gianni Bella)  3' 47"
11. Fumo negli occhi 3' 18"
12. Azzurra storia (Mogol/Luigi Donatelli)  3' 35"
13. Mi manchi (Mimmo Cavallo)  4' 32"
14. 1950 (Gaio Chiocchio/Amedeo Minghi)  4' 32"
15. La storia (Francesco De Gregori)  3' 40"
16. Emilia (con Lucio Dalla e Francesco Guccini) 4' 29"

### CD 3
1. Quando sarò grande (Andrea Mingardi)  4' 49"
2. Dimmi dimmi (con Lucio Dalla) 4' 56"
3. Là nel paese dei sogni (Jimmy Villotti, Mauro Malavasi)  3' 56"
4. Vento 3' 54"
5. Come fa bene l'amore (Eros Ramazzotti)  4' 12"
6. Abbracciami (Cheope/Daniel Vuletic)  4' 42"
7. Una vita normale (Mogol/Mario Lavezzi)  4' 07"
8. Questo grande pasticcio (Mogol/Francesco Rapetti)  3' 28"
9. L'allenatore (Fortunato Zampaglione)  3' 37"
10. Tu sei diversa (Luca Madonia)  4' 05"
11. Cassius Clay (Marco Falagiani)  5' 28"
12. Al primo sguardo (Gaetano Curreri, Saverio Grandi, Luca Longhini)  4' 33"
13. Sei bella vita (Andrea Mingardi e Maurizio Tirelli)  4' 15"
14. Tu sei nel mio presente (Bracco Di Graci, Mauro Malavasi)  3' 52"
15. Non ti dimenticherò (inedito) 4' 08"
16. Un altro mondo (inedito) (Tricarico) 4' 06"